# Shimano 105

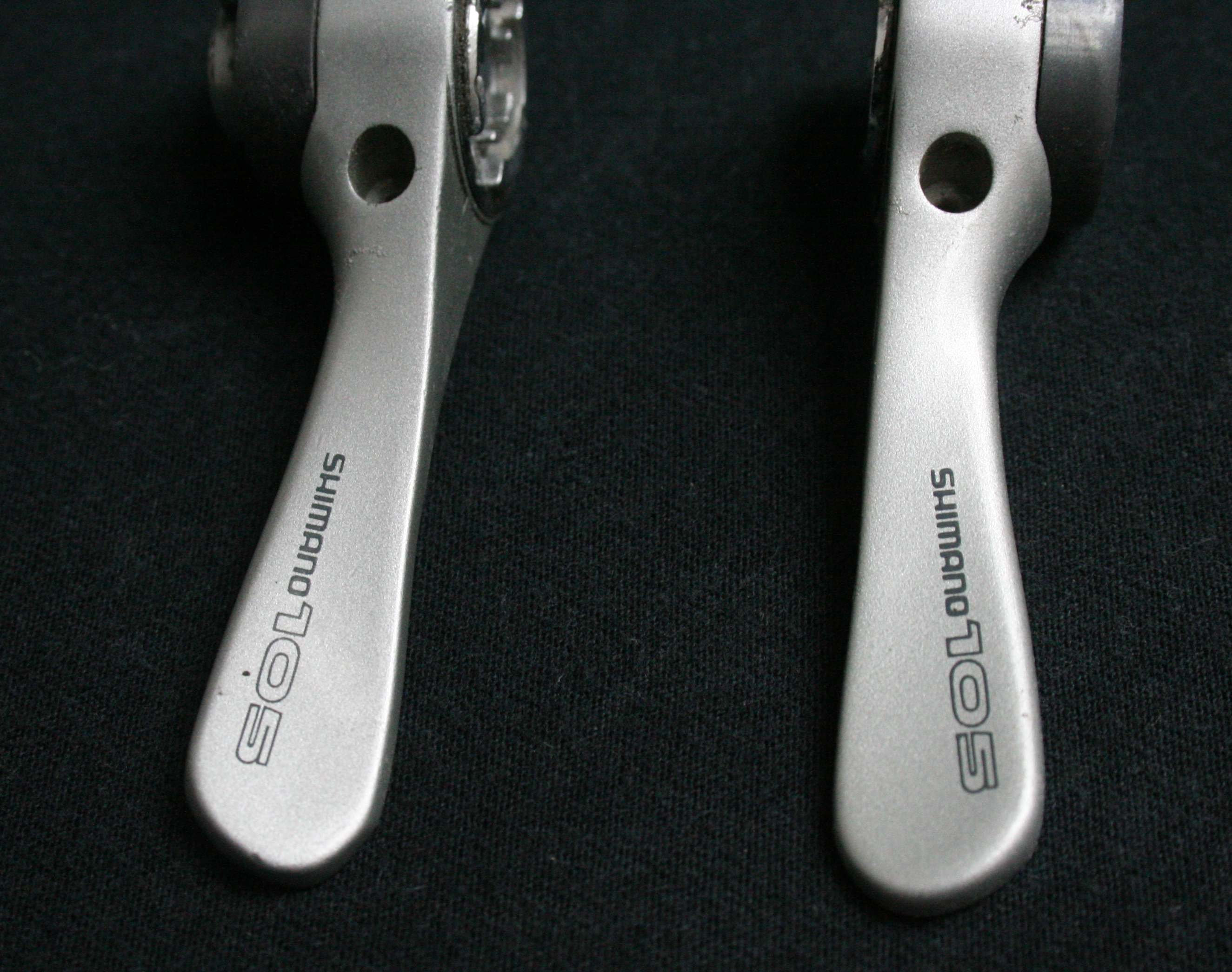
Rahmenschalthebel der Shimano-105er-Gruppe

105 (auch 105 Golden Arrow) ist die Bezeichnung einer Rennradgruppe von Shimano. Die Gruppe existiert seit 1983 in veränderter Form bis heute und ist in der oberen Mittelklasse angesiedelt. Sie liegt unterhalb der Ultegra- bzw. 600- und oberhalb der Tiagra, der firmenintern nach unten die Einsteigergruppen Sora, Claris und Tourney folgen. Die Gruppe wurde 1983 als 105 eingeführt, ab 1989 hieß sie 105 SC und seit 1999 wieder 105.
Der heutige Standard der Gruppe ist die 12-fach-Schaltung und Hollowtech II-Innenlager bzw. Kurbeln (Serien R7100) (Stand 2022).

## Komponenten
Zur Gruppe gehören Komponenten für Antrieb, Bremsen und Schaltung sowie komplette Laufräder, in den neueren Versionen jedoch kein Steuersatz und keine Naben:
- Innenlager
- Tretkurbeln
- Kettenblätter
- Kette
- Zahnkranzpaket
- Schalt- und Bremsgriffe, seit circa 2005 immer als Einheit
- Bremsen
- Umwerfer
- Schaltwerk

Die Bauteile waren bis zur Einführung der 9-fach-Schalttechnik mit allen anderen Shimano-Gruppen kompatibel. Die 105-Gruppen sind mit anderen Shimano-Rennradgruppen mit der gleichen Schalttechnik (9-fach, 10-fach, 11-fach) kompatibel.

## Geschichte
Die Shimano-105-Rennradgruppe kam in einer ersten Version 1980 auf den Markt. Die erste Serie wurde als Golden Arrow 105 gebaut. Die Nummer 105 war nur ein Zusatz neben dem auf den Teilen eingeprägten, markanten Goldpfeil. Größere Aufmerksamkeit erlangte die Gruppe ab 1986, da sie zusammen mit den neu entwickelten Shimano-Schalttechnologien Shimano Indexed Shifting (SIS) und Bremstechnik Shimano Linear Response (SLR) vorgestellt wurde. Sie wurde als günstigere Alternative zur 600er-Gruppe eingeführt und basierte auf der existierenden Einsteigergruppe Exage 500EX, erweitert um SIS und SLR. Die Teile der 105er- und der 600er-Gruppe ähnelten sich stark. 1990 wurde die Gruppe von der 105SC-Serie abgelöst.
Die Shimano 105 Dual Pivot (Zweigelenkbremsen im Gegensatz zu Eingelenkbremsen) waren die ersten Bremskörper, die Shimano in großem Umfang mit dieser besseren Kraftübertragungstechnik produzierte. Anfang der 2010er-Jahre wurde Shimanos 105 vom Hersteller immer weiter aufgewertet und ist heute „eine ernst zu nehmende [sic] Alternative zu teureren Schaltgruppen.“ (Tour) Die Komponenten der Gruppe sind in der Regel etwas schwerer als die der Dura-Ace- und Ultegra-Gruppe.
Für die ab 2015 auf dem Markt befindliche 5800-Serie wurden die Schlüsseltechnologien der eingeführten Race-Gruppen Dura-Ace und Ultegra übernommen. Zu den wesentlichen Neuheiten zählte der 11-fach-Antrieb bei der 105er-Gruppe.
Ab 2015 erweiterte Shimano sein Sortiment auch in der 105-Klasse um hydraulische Scheibenbremsen. Die Bremse RS505 und der mechanisch-hydraulischen Schalt-Bremshebel (ST-RS505) sind auf dem Niveau der 105-Gruppe, erhielten aber nicht mehr den Gruppennamen. Sie sind vollständig mit den höheren Gruppen gleicher Gangzahl kompatibel.
Die vorletzte Generation brachte Shimano 2018 unter dem Namen R7000 auf den Markt. Die Kurbeln, erhältlich in 50/34, 52/36 und 53/39, wurden mit asymmetrischen Kettenblättern ausgestattet, hinzu kamen neue Schalthebel und ein neues Schaltwerk. Fünf 11-fach-Kassetten (12-25t, 11-28t, 11-30t, 11-32t und 11-34t) sind in der Gruppe erhältlich; mit kurzem Käfig (SS) sind 11-25 bis 11-30 möglich, mit (mittel)langem (GS) 11-28 bis 11-34.
Seit 2022 ist die Serie R7100 mit 12-fachem Schaltwerk auf dem Markt. Anfangs sind ausschließlich elektronische Schaltungen und hydraulische Scheibenbremsen erhältlich, ab 2023 zusätzlich mechanischen 12-fach Schaltungen. Es werden Cassetten mit 11-34 und 11-36 sowie Kurbeln mit 50/34 und 52/36 angeboten.
Viele Hersteller statten ihre Renn- und Cyclocross-Räder von Werk mit Shimano 105 aus, u. a. Cannondale, Drössiger, Müsing und Stevens.

## Bilder
Chronologisch in der Entwicklung der 105-Komponenten gereiht.

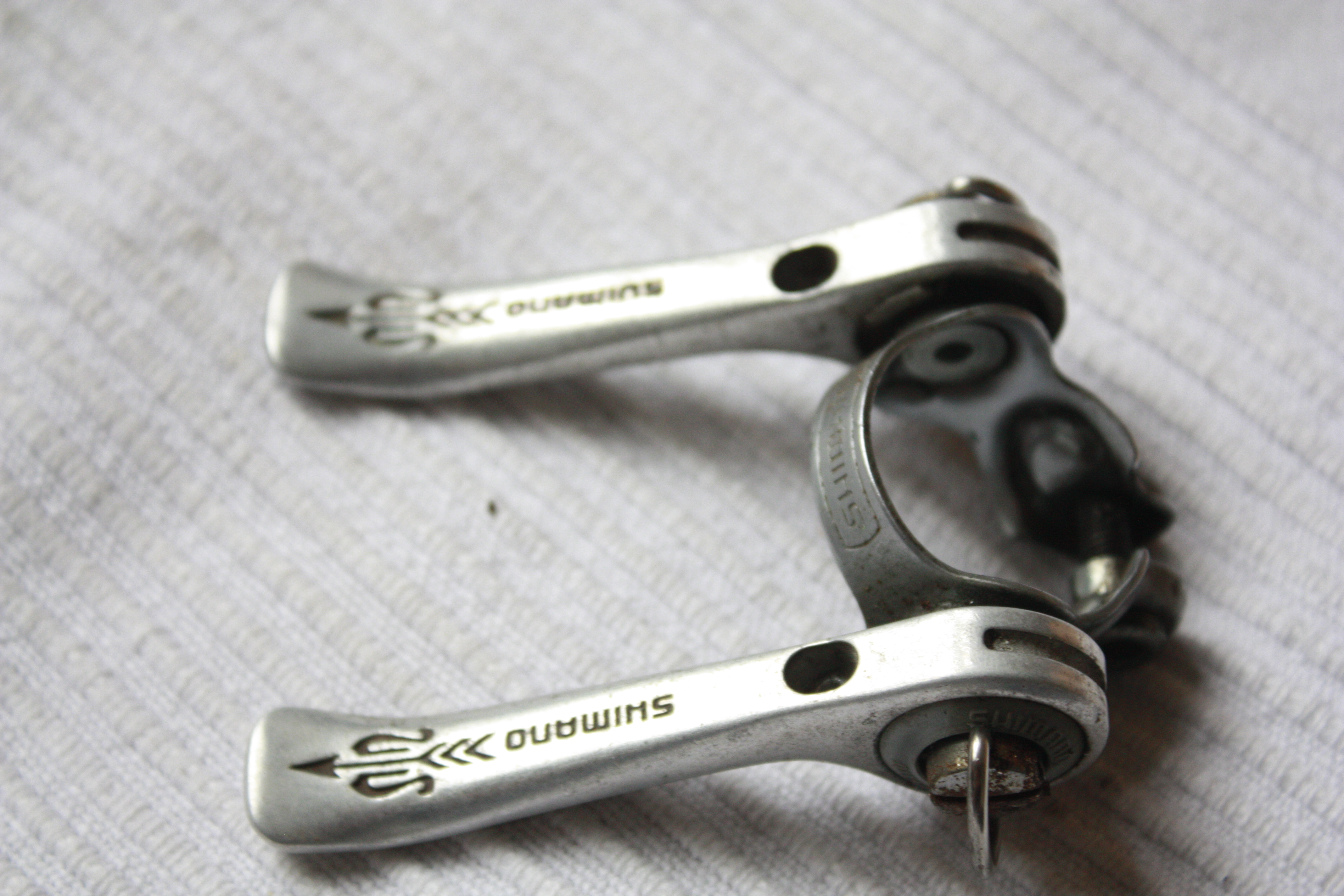
Rahmenschalthebel der 1. Golden-Arrow-Serie
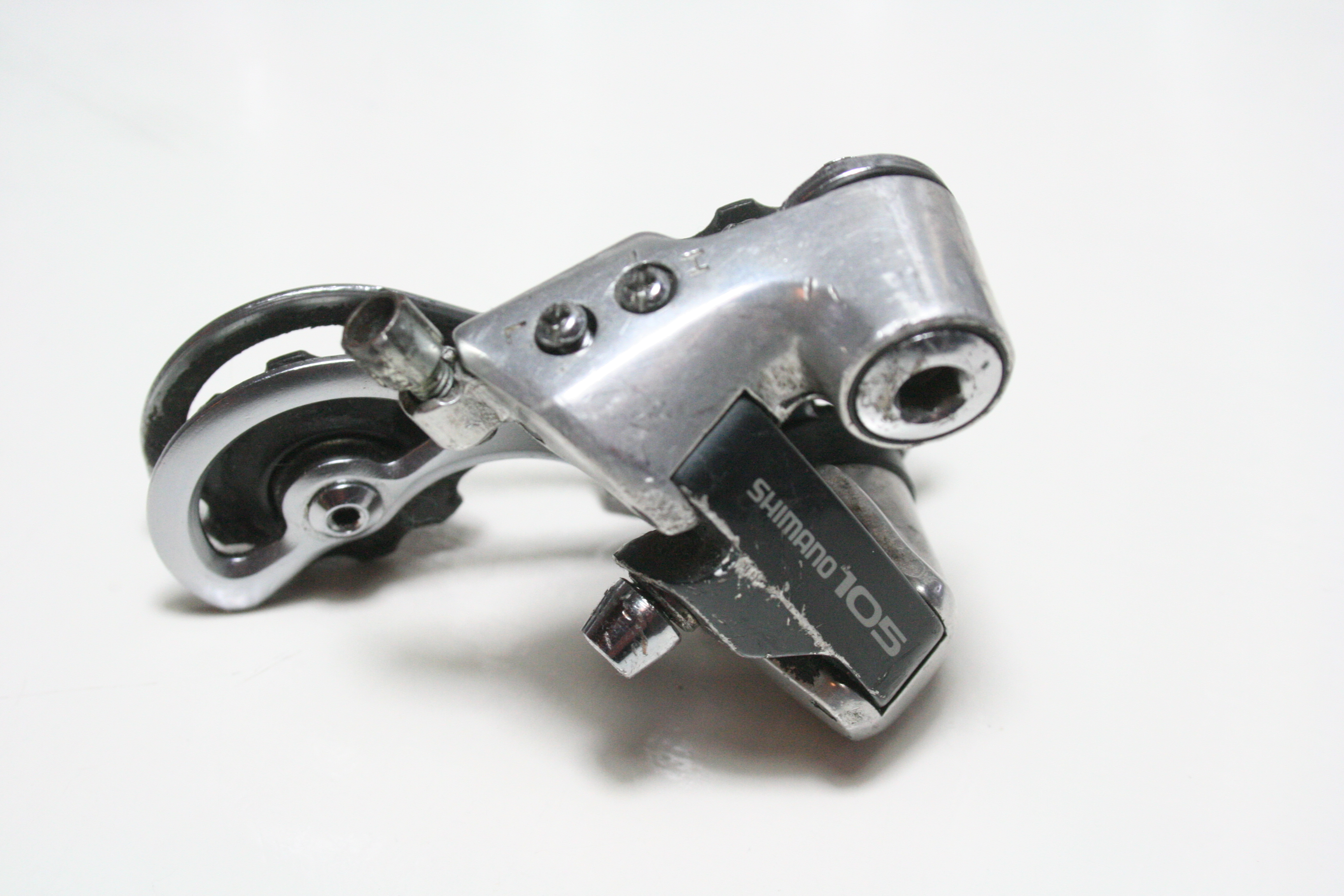
Shimano-105SIS-RD-1050-Schaltwerk (Mitte der 1980er-Jahre)
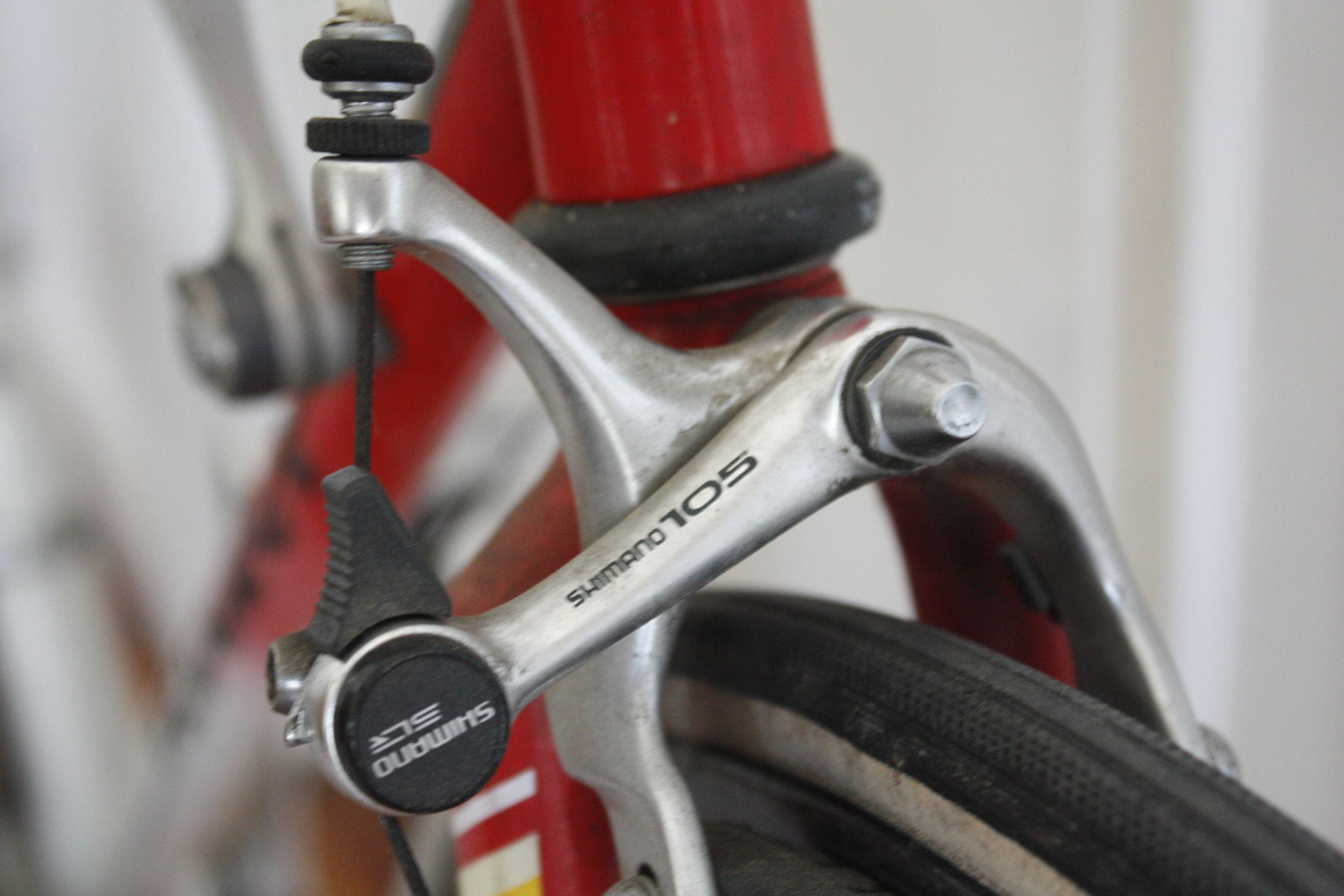
Shimano-105-Bremse BR-1050, Eingelenk
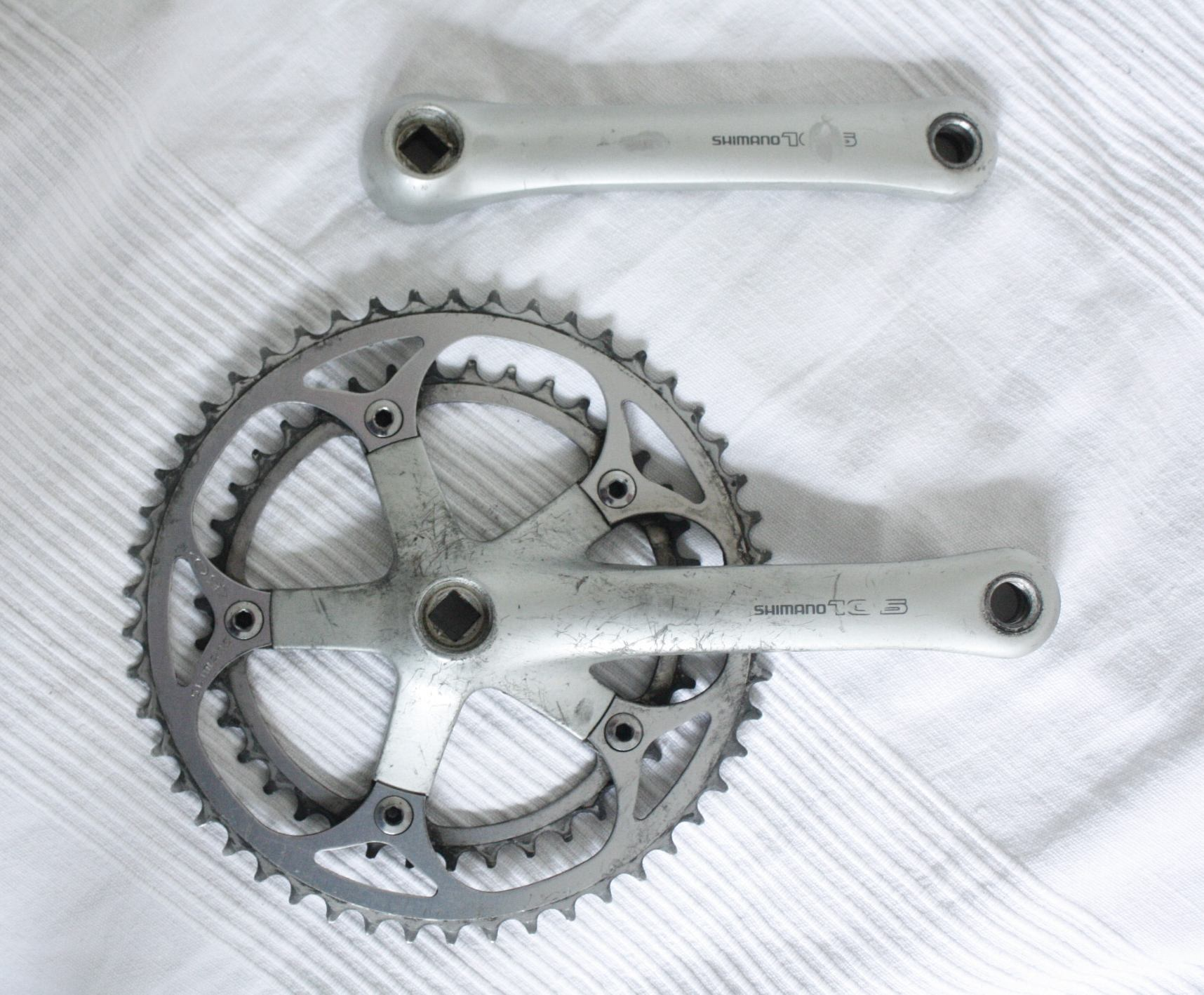
Shimano-105-Kurbel FC-1055
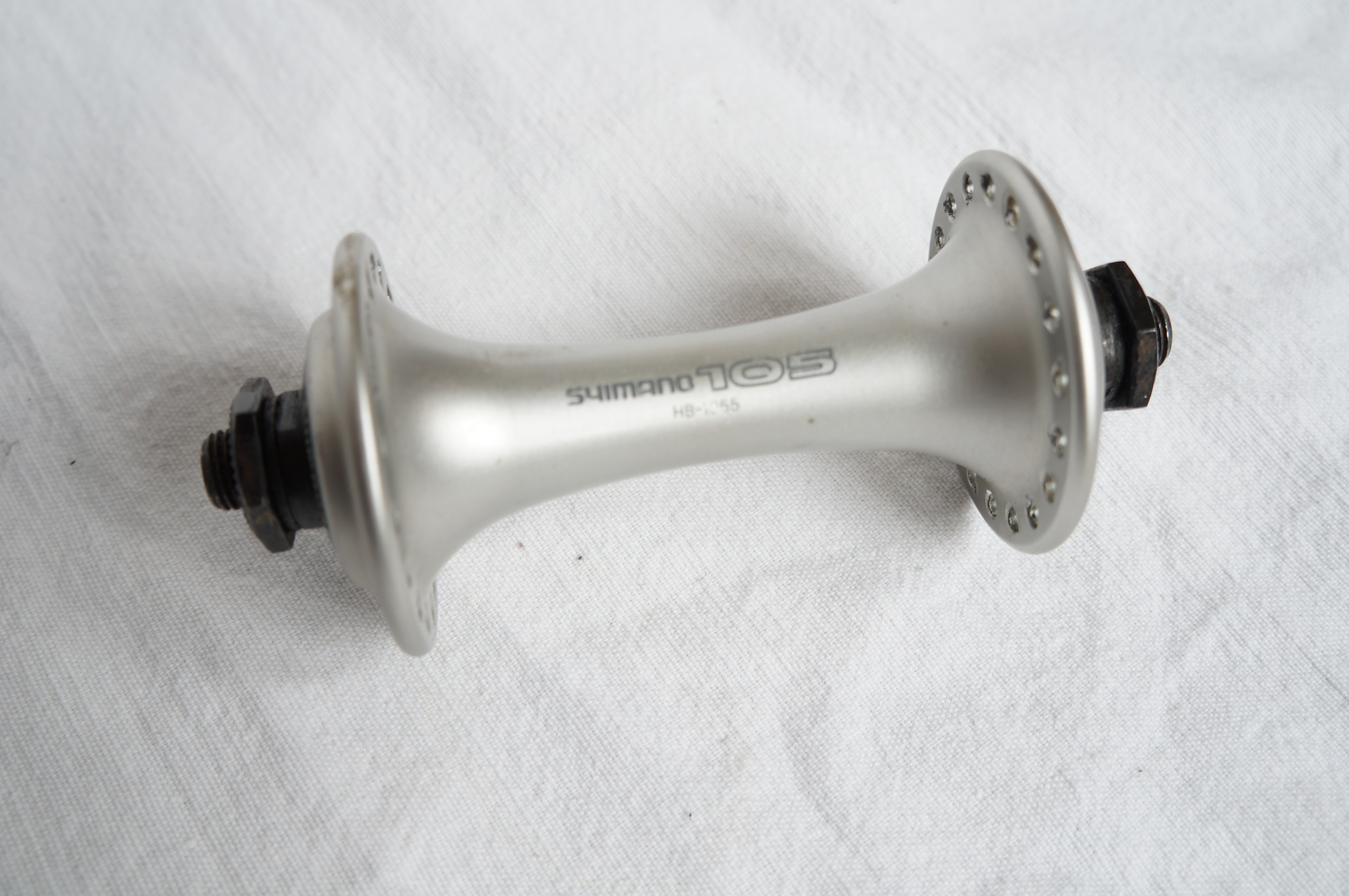
Shimano-105-Vorderradnabe HB-1055
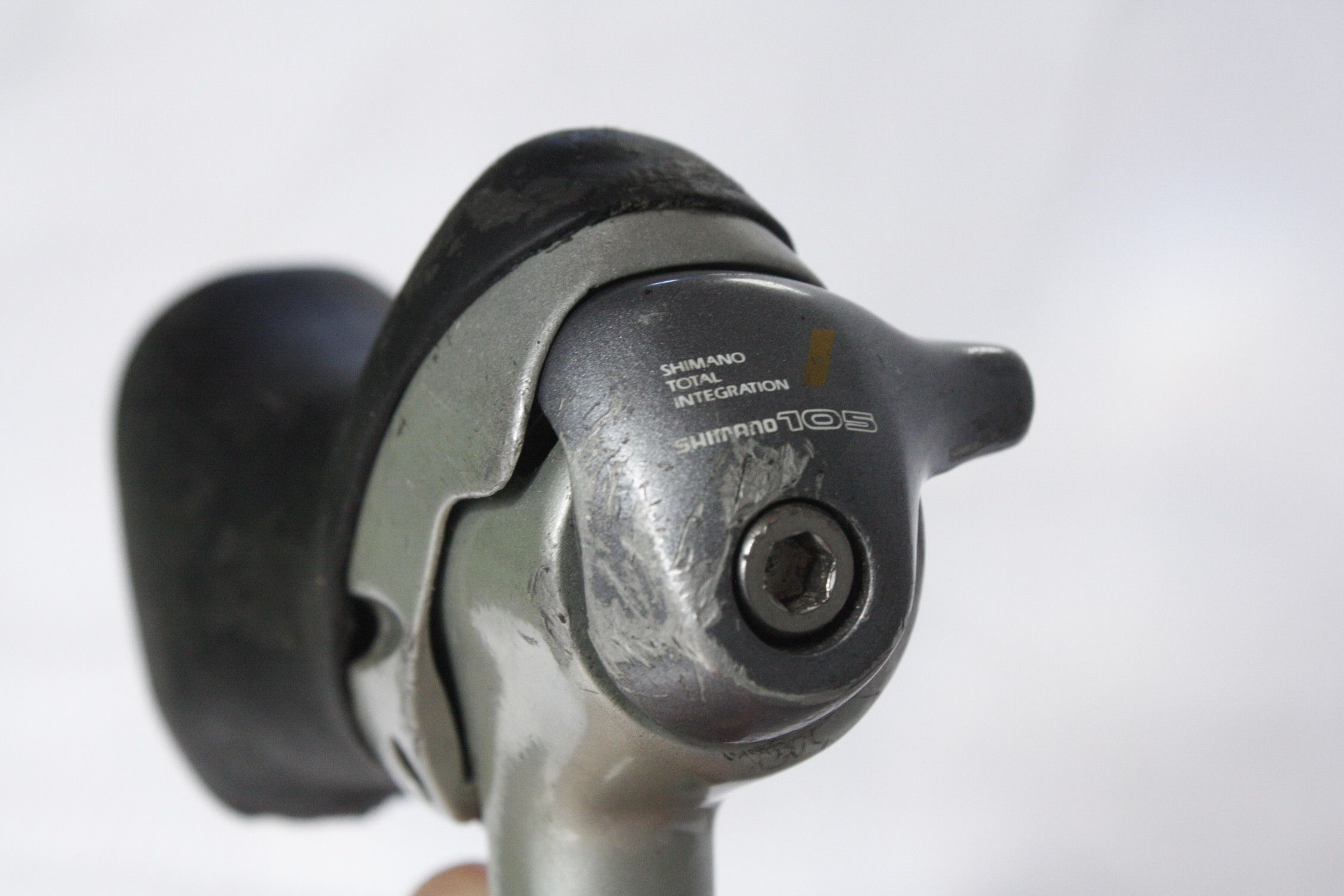
Shimano-105-Schalt-Bremskombination STI ST-1055
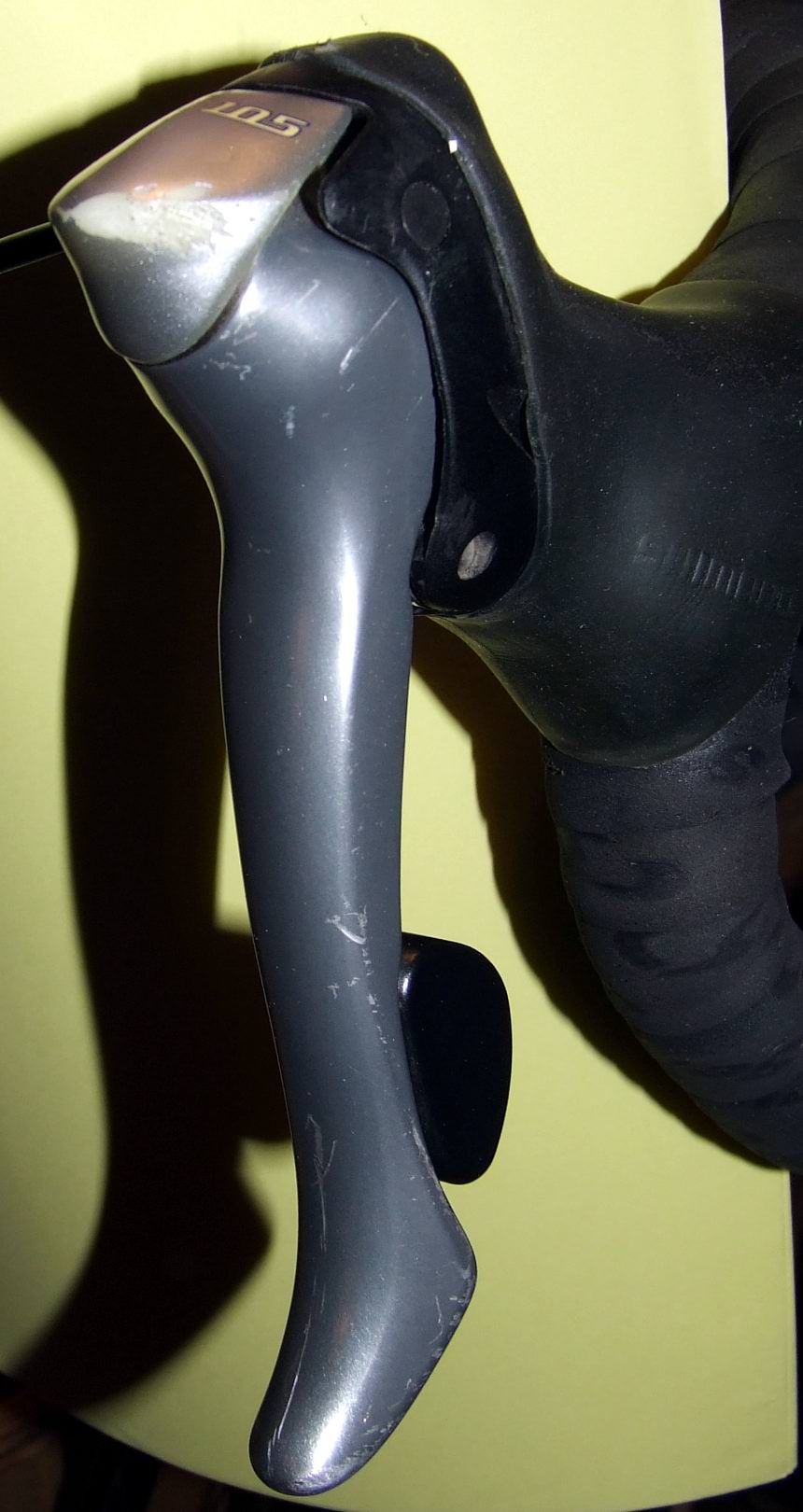
Shimano-105-Schalt-Bremskombination (STI) ST-5500, um 2000
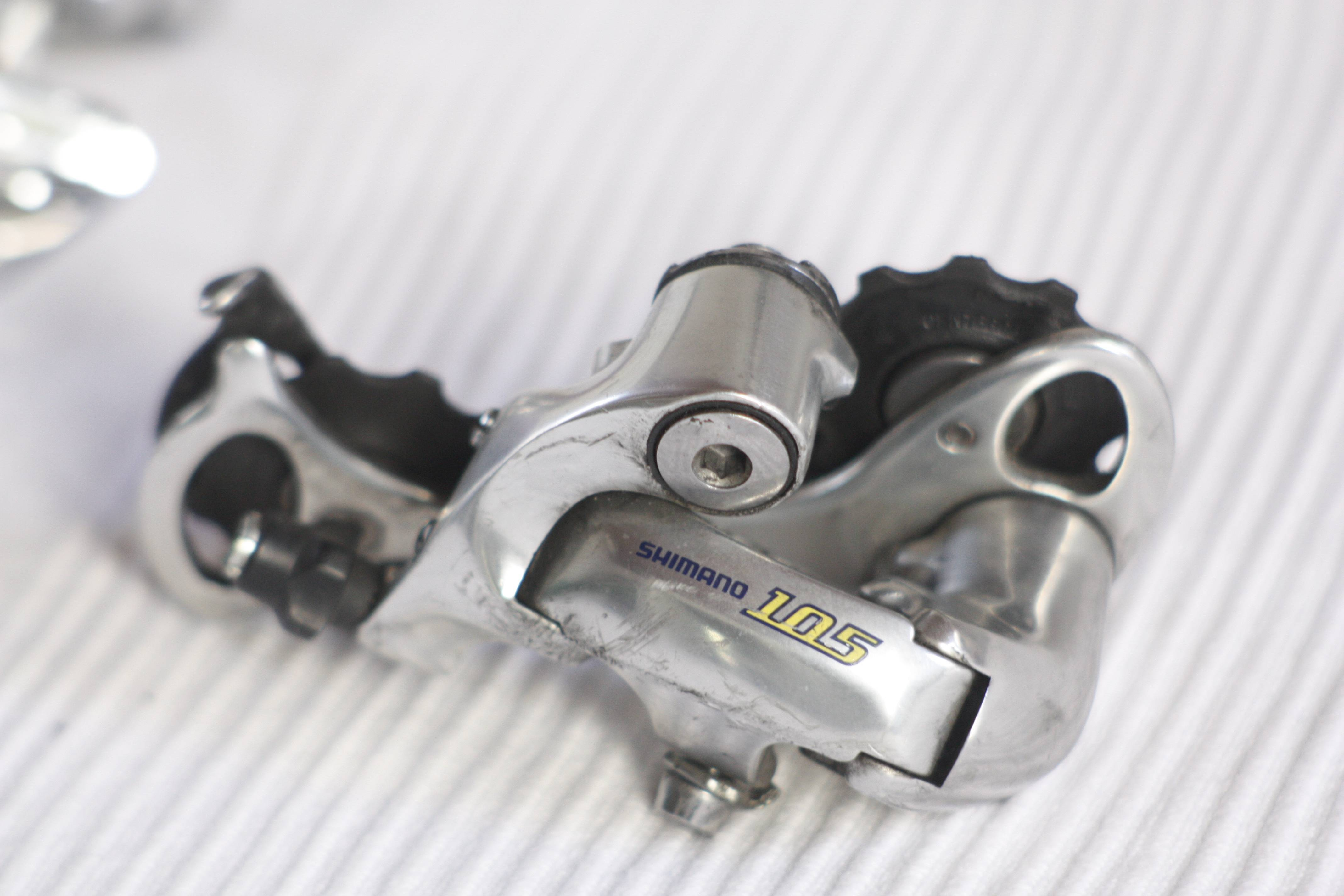
Shimano-105-Schaltwerk RD-5500, 9-fach
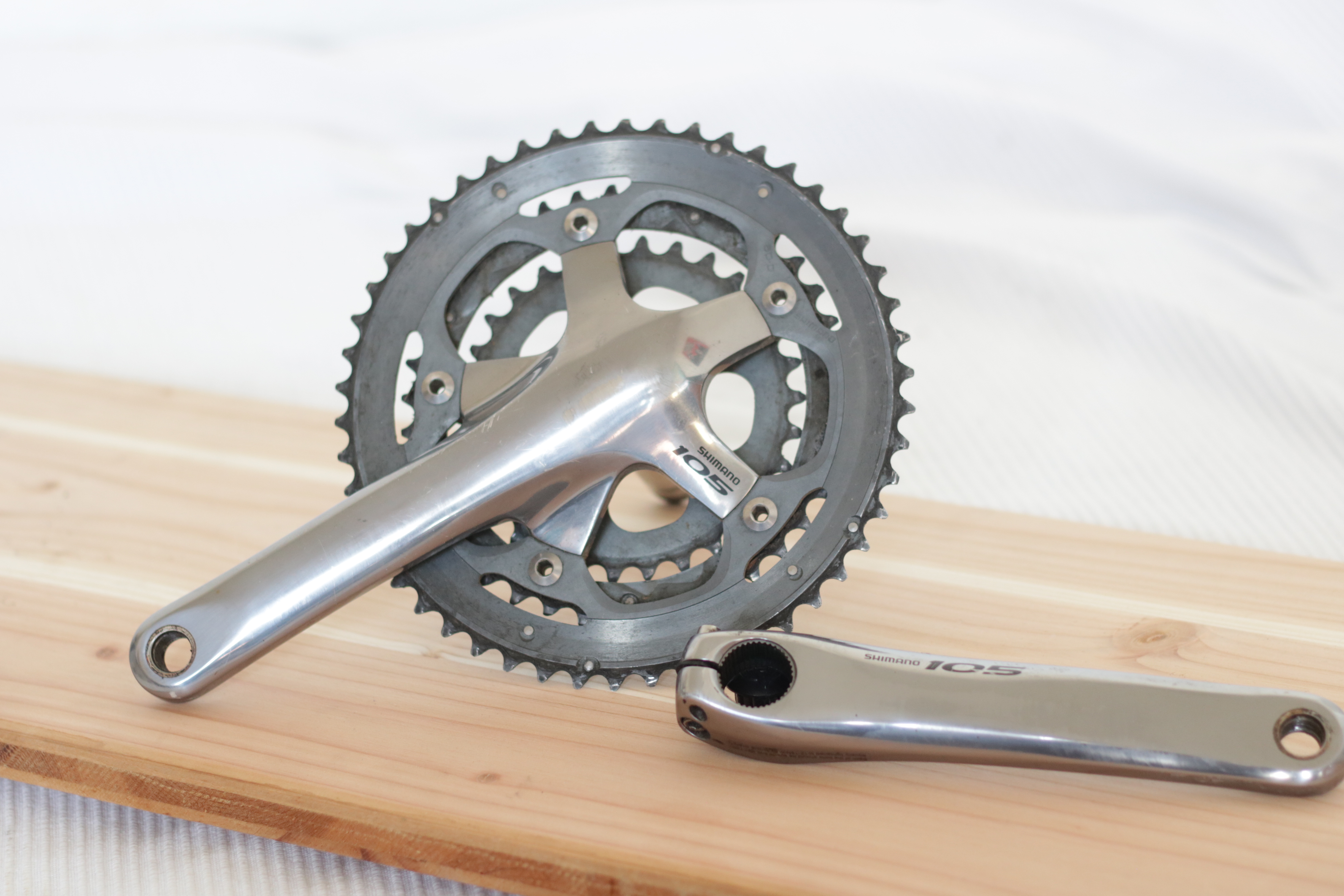
Shimano-105-3-fach-Kurbel FC-5603